# ジャーマル・ジェームス
ジャーマル・ジェームス（Jamal James、1988年7月27日 - ）は、アメリカ合衆国のプロボクサー。ミネソタ州ミネアポリス出身。元WBA世界ウェルター級レギュラー王者。ジャマル・ジェームスとも表記される。

## 来歴
2010年5月22日、ミネソタ州マーノメンのシューティング・スター・カジノでデビュー戦としてジャスティン・ダンフォースと対戦し、3回TKO勝ちを収めた。
2015年9月18日、フロリダ州ウィンターパークのフルセ－ル大学でファン・カルロス・アブレウと対戦し、10回3-0（97-91、2者が96-92）の判定勝ちを収めた。
2016年1月19日、ロサンゼルスのクラブ・ノキアでハビエル・モリーナと対戦し、10回3-0（99-91、98-92、97-93）の判定勝ちを収めた。
2016年8月12日、ニューヨーク州ヴェローナのターニング・ストーン・リゾート・アンド・カジノ内ターニング・ストーン・イベント・センターでヨルデニス・ウガスと対戦し、10回0-3（91-99、92-98、94-96）の判定負けを喫した。
2017年12月15日、カリフォルニア州ランカスターのピオナー・イベント・センターで元WBA世界ウェルター級暫定王者ディエゴ・ガブリエル・チャベスと対戦し、3回2分12秒KO勝ちを収めた。
2019年7月13日、ミネアポリス・アーモリーで元WBC世界ライト級王者アントニオ・デマルコと対戦し、10回3-0（3者共98-92）の判定勝ちを収めた。
2020年8月8日、ロサンゼルスのマイクロソフト・シアターで、WBA世界ウェルター級暫定王座決定戦をWBA世界ウェルター級10位のトーマス・ドゥローメと行い、12回3-0（115-113、116-112、117-111）の判定勝ちを収めた。
2021年2月4日、WBAはジェームスを暫定王者からレギュラー王者へ昇格した。
2021年9月16日、WBAはウェルター級で団体内王座統一戦を行うように通達し、レギュラー王者のジェームスとラジャブ・ブタエフで指名試合を行い、スーパー王者ヨルデニス・ウガスとエイマンタス・スタニオニスと対戦した後にそれぞれの勝者で団体内王座統一戦を行うように指令を出した。
2021年10月30日、ラスベガスのミケロブ・ウルトラ・アリーナでWBA世界ウェルター級3位のラジャブ・ブタエフと対戦し、9回2分12秒TKO負けを喫し初防衛に失敗、王座から陥落した。

## 獲得タイトル
- ミネソタ州ウェルター級王座
- WBA世界ウェルター級暫定王座（防衛0=レギュラー王座に認定）
- WBA世界ウェルター級レギュラー王座（防衛0）